# Colisão no ar no Centennial Airport em 2021
A colisão no ar do 2021 Centennial Airport ocorreu na aproximação do Centennial Airport perto de Denver, Colorado, em 12 de maio de 2021.

## Eventos
Por volta das 10h20, hora local, o Key Lime Air Flight 970, um voo fretado de carga de Salida, Colorado, operado por um Swearingen SA226-TC Metroliner, colidiu no ar com uma aeronave leve Cirrus SR22 sobre o Parque Estadual Cherry Creek no condado de Arapahoe . A colisão destruiu grande parte da cabine do Metroliner e danificou a empenagem, mas o piloto - que era o único ocupante da aeronave e, com base nas comunicações com o controle de tráfego aéreo, inicialmente não tinha conhecimento da extensão dos danos - foi capaz de fazer um pouso seguro no Aeroporto Centennial, apesar dos danos significativos à fuselagem e subsequente falha do motor do lado direito. O piloto do Cirrus, que era uma aeronave privada alugada em um voo local do Aeroporto Centennial, implantou o Cirrus Airframe Parachute System (CAPS) e fez um pouso forçado seguro assistido por paraquedas próximo ao reservatório de Cherry Creek ; o piloto e o único passageiro não ficaram feridos.  O acidente está sendo investigado pelo National Transportation Safety Board (NTSB) e pela Federal Aviation Administration (FAA) dos Estados Unidos.      O acidente foi amplamente coberto pela mídia local e nacional devido em parte à falta de mortes ou ferimentos nas partes envolvidas, um resultado raro na maioria das colisões no ar.  O site de notícias de aviação AVweb apelidou o incidente de "Milagre do Centenário". 